# South Lakeland
South Lakeland était un district non métropolitain de Cumbria, en Angleterre. Il comprenait une grande partie du Lake District. Le conseil de district siègeait à Kendal.
Le district a été intégré dans une nouvelle entité administrative en 2023. Aujourd'hui, cette zone fait partie du district unitaire de Westmorland and Furness, résultant d'une réorganisation territoriale visant à simplifier la gestion locale.